# 鍵開けキリエと封緘師
『鍵開けキリエと封緘師』（かぎあけキリエとシギルムス）は、池田朝佳によるライトノベル作品。「監獄砦」と呼ばれる建物を舞台に、主人公らの冒険を描くファンタジー小説シリーズ。イラストはさんば挿。富士見ファンタジア文庫（富士見書房）より2009年12月から2011年1月まで刊行された。

## ストーリー
大陸の内陸にある小さな町に住む少年キリエは、鍵開けの才能を持っていた。町中の錠前を開けてしまった彼が開けられないものは、7歳のときに見つけた金色の箱だけで、その箱を開ける方法をいつも考えている。
夏祭りの日、妹のミドリカに誘われて、キリエは「監獄砦」と呼ばれ恐れられている建物に行く。監獄砦の錠を開けて中に入ると、奥には「大統領」と名乗る、全身を鎖で巻かれた謎の美女がいた。キリエは、大統領が住んでいる檻が、箱と同じく開けられないと気づく。監獄砦で大統領と会ったあと、キリエは、箱を開ける力を身につける。金色の箱を開けると、中からひとりの少女が現われた。少女は、自分のことを「魔法使い」と呼ぶ。キリエは、箱を開ける能力によって、失われたはずの魔法「封緘術」を蘇らせることになった。

## キャラクター
キリエ・エリンカ
天才的な鍵開けの技術を持つ少年。7歳のとき、先祖代々の納屋に入って、開けられない「封印の小箱（アルカ）」を見つける。それ以来「封印の小箱」を持ち歩いていたが、監獄砦で大統領に出会ったあと、箱を開ける能力を持つようになる。人付き合いは苦手。
大統領（プレジデント）
長い灰色の髪に紫の瞳を持ち、全身が鎖に巻かれている美女。監獄砦の囚人で、本名は不明。砦の奥にある尖塔の天辺に住んでいる。キリエの力に興味を持つ。
リュリュ
監獄砦で大統領に仕えている看守の少女。人間離れした能力を持ち、監獄砦に来るキリエを邪魔者扱いする。
ミドリカ・エリンカ
キリエの妹。心優しく、兄とは正反対に活発な少女。キリエと監獄砦に行った日にウィヌムを助ける。
ウィヌム
キリエの「封印の小箱」から出てきた少女。黒い髪に黒い服の人形のような姿をしている。ミドリカと仲良くなり、封緘術（シギルム）を使えると話す。
リット
キリエの友人。人とあまり付き合わないキリエを遊びに誘う。
ジニィ
封緘師の素質をもつ少女。封緘術を習うためにキリエの町に来た。
サイモン
キリエの町に来た若い教師。

## 用語
封印の小箱（アルカ）
通称「箱」。命のあるものを中に入れて、「命の水」に変える。
命の水（アクア）
「箱」の中に入っている水。命のあるものを中に入れて作る。水の力は魔法の材料になる。
封緘術（シギルム）
「命の水」の力を使った魔法。「箱」を作るのが封緘術の基礎となる。
封緘師（シギルムス）
封緘術を使える人間。魔法使いとも呼ばれる。現在は、魔法も魔法使いも存在しないと言われていたが、大統領と会ったキリエは、まだ存在していたことを知る。

## 既刊一覧

### 長編
- 池田朝佳（著）・さんば挿（イラスト）、富士見書房〈富士見ファンタジア文庫〉、全3巻
  - 『鍵開けキリエと封緘師 小箱は開くのを待っている』、2009年12月19日発売[1]、ISBN 978-4-8291-3471-9
  - 『鍵開けキリエと封緘師 モラトリアム・ミッドサマー』、2010年5月20日発売[2]、ISBN 978-4-8291-3520-4
  - 『鍵開けキリエと封緘師 そして世界の開く音』、2011年1月20日発売[3]、ISBN 978-4-8291-3602-7

### 短編
- ドラゴンマガジンに掲載。

1. 『鍵開けキリエと封緘師 監獄の一日』 （2010年1月号掲載）
2. 『鍵開けキリエと封緘師 大統領の秘め事』（2010年5月号掲載）
3. 『鍵開けキリエと封緘師 ミドリカの食卓』（2010年7月号掲載）

### 関連書籍
- 『まるごと一冊冒険企画局』 新紀元社、2010年9月9日発売[4]。 - ムック。作品紹介と作者紹介、インタビューを掲載。